# Baloncesto Fuenlabrada
Il Baloncesto Fuenlabrada S.A.D., conosciuta come Ayuda en acción Fuenlabrada per il suo sponsor, è una squadra professionistica di pallacanestro della città di Fuenlabrada, Madrid, Spagna, che gioca nella Liga ACB.

## Palazzetti
- San Esteban Public High School Court (1981–1988)
- Miguel Hernández Public High School Gymnasium (1988–1991)
- Pabellón Fernando Martín (1991–oggi)

## Roster 2021-2022
Aggiornato al 20 settembre 2021.
|    | Naz.                                        | Ruolo | Sportivo         | Anno | Alt. | Peso |  |
| -- | ------------------------------------------- | ----- | ---------------- | ---- | ---- | ---- |  |
| 0  | Stati Uniti (bandiera)                      | G     | Sean Armand      | 1991 | 193  | 91   |  |
| 1  | Nigeria (bandiera) · Regno Unito (bandiera) | G     | Obi Emegano      | 1993 | 190  | 98   |  |
| 5  | Slovenia (bandiera) · Spagna (bandiera)     | PG    | Žiga Samar       | 2001 | 198  | 83   |  |
| 7  | Canada (bandiera)                           | AC    | Kyle Alexander   | 1996 | 208  | 98   |  |
| 12 | Spagna (bandiera)                           | C     | Osas Ehigiator   | 1999 | 207  | 92   |  |
| 14 | Brasile (bandiera) · Italia (bandiera)      | AP    | Leonardo Meindl  | 1993 | 201  | 100  |  |
| 15 | Spagna (bandiera)                           | C     | Chema González   | 1991 | 206  | 103  |  |
| 21 | Serbia (bandiera)                           | C     | Dušan Ristić     | 1995 | 213  | 112  |  |
| 25 | Spagna (bandiera)                           | G     | Álex López       | 1991 | 188  | 89   |  |
| 30 | Serbia (bandiera)                           | P     | Jovan Novak      | 1994 | 188  | 85   |  |
| 31 | RD del Congo (bandiera)                     | AP    | Christian Eyenga | 1989 | 201  | 95   |  |
| 55 | Stati Uniti (bandiera)                      | AG    | Kwan Cheatham    | 1995 | 208  | 107  |  |
| 76 | Mali (bandiera)                             | C     | Bassala Bagayoko | 2006 | 207  | 100  |  |

### Staff tecnico
| Allenatore: | Josep Maria Raventós                               |
| Assistenti: | Sergio Lorenzo, Salvador Guardia, José Luis Pichel |

## Palmarès
- Liga LEB: 1

2004-2005
- Copa Príncipe de Asturias: 2

1998, 2005

### Premi individuali
MVP della Liga ACB
- Wálter Herrmann – 2003

Giocatore rivelazione della stagione ACB
- Brad Oleson – 2009

## Sponsor
Il Baloncesto Fuenlabrada ha avuto varie denominazioni attraverso gli anni dovute agli sponsor:
| - Maná Fuenlabrada (1986–1987) - Jabones Pardo Fuenlabrada (1999–2004) - Alta Gestión Fuenlabrada (2005–2009) - Ayuda en acción Fuenlabrada (2009–oggi) |